# Wahlenbergia dunantii
Wahlenbergia dunantii är en klockväxtart som beskrevs av A.Dc. Wahlenbergia dunantii ingår i släktet Wahlenbergia och familjen klockväxter. Inga underarter finns listade i Catalogue of Life.